# Menschenhass und Reue
Menschenhass und Reue (1790) ist der Titel eines Dramas von August von Kotzebue. In der ersten Hälfte des 19. Jahrhunderts war es eines der beliebtesten deutschsprachigen Theaterstücke. Es gilt als Prototyp des sogenannten Rührstücks.